# 亞歷山德里亞 (密蘇里州)
亞歷山德里亞（英語：Alexandria）是位於美國密蘇里州克拉克縣的城市。

## 人口
根據2020年美國人口普查的數據，亞歷山德里亞的面積為1.01平方千米，當中陸地面積為0.98平方千米，而水域面積為0.03平方千米。當地共有人口105人，而人口密度為每平方千米104人。